# Anders Gustaf Sandström
Anders Gustaf Sandström var en svensk målare och tecknare verksam under 1800-talets första del.
Sandström blev rekommenderad att studera konst av hovmålaren Emanuel Limnell. Han var elev vid Konstakademien 1806–1811 och deltog i akademiutställningarna med målade kopior efter Pehr Hilleström och Dietericis. Sandström finns representerad i några samlingar. 